# Ochthebius nobilis
Ochthebius nobilis es una especie de escarabajo del género Ochthebius, familia Hydraenidae. Fue descrita científicamente por Villa & Villa en 1835.
Se distribuye por Italia (provincia autónoma de Trento). Mide 2,1-2,3 milímetros de longitud y su edeago 0,34 milímetros.